# كيسي كلوز
كيسي كلوز (بالإنجليزية: Casey Close)‏ هو لاعب كرة قاعدة أمريكي، ولد في 21 أكتوبر 1963 في كولومبوس في الولايات المتحدة.

## وصلات خارجية
- كيسي كلوز على موقعبيزبول رفرنس.كوم (الدوري الثانوي) (الإنجليزية)